# Czernidłówka nadrzewna
Czernidłówka nadrzewna, czernidłak nadrzewny (Coprinopsis extinctoria (Fr.) Redhead, Vilgalys & Moncalvo) – gatunek grzybów należący do rodziny kruchaweczkowatych (Psathyrellaceae).

## Systematyka
Pozycja w klasyfikacji według Index Fungorum: Coprinopsis, Psathyrellaceae, Agaricales, Agaricomycetidae, Agaricomycetes, Agaricomycotina, Basidiomycota, Fungi.
Po raz pierwszy opisał go w 1838r. Elias Fries, nadając mu nazwę Coprinus extictorius. Badania z zakresu filogenetyki molekularnej wykazały, że rodzaj Coprinus nie był taksonem monofiletycznym i należy go rozbić na rodzaje. W 2010 r. Scott Alan Redhead, Rytaj J. Vilgalys i Jean-Marc Moncalvo przenieśli Coprinus cortinatus do rodzaju Coprinopsis. Synonimy:
- Agaricus extinctorius Bull. 1790
- Agaricus ferrugineus var. extinctorius Pers. 1801
- Agaricus micaceus var. extinctorius (Pers.) Weinm. 1836
- Agaricus pseudoextinctorius DC. 1805
- Coprinus extinctorius Fr. 1838
- Coprinus extinctorius f. ochraceus Britzelm. 1883

W 1896 r. Franciszek Błoński nadał mu polską nazwę czernidłak niszczący, w 2003 r. Władysław Wojewoda zarekomendował nazwę czernidłak nadrzewny dla synonimu Coprinus extinctorius, w 2025 r. Komisja ds. Polskiego Nazewnictwa Grzybów przy Polskim Towarzystwie Mykologicznym dla rodzaju Coprinopsis zarekomendowała polską nazwę „czernidłówka”.

## Morfologia
Kapelusz
Średnica 13–15 mm, grubość 9–13 mm po osiągnięciu dojrzałości, stożkowaty, stopniowo wypukły, pękający na brzegu, szybko rozpływający się. Powierzchnia brązowawa w pobliżu środka do półprzezroczystej w pobliżu brzegów, z białawymi resztkami osłony.
Blaszki
Gęste, wycięte, o szerokości do 2 mm, z wiekiem coraz ciemniejsze, w końcu czarne.
Trzon
W stanie dojrzałym o wysokości 22–31 i grubości 2–3 mm, zwężający się ku górze, biały, bez pierścienia i pochwy.
Miąższ
Zapach słaby, niecharakterystyczny.
Cechy mikroskopowe
Bazydiospory 8,0–10,5 × 4,8–7,2 μm, Q = 1,4–2,0, elipsoidalne we wszystkich widokach do nieco kanciastych w widoku z boku, ścięte, z widoczny wyrostkiem wnęki, z szeroką, centralną porą rostkową, gładkie, ciemnokasztanowobrązowe do prawie czarnych. Skórka kapelusza zbudowana z wydłużonych, rozgałęzionych strzępek. Osłona złożona ze splątanych regularnie rozgałęzionych, rozgałęzionych strzępek 5–40 × 3–5 μm, czasami zwężających się przy przegrodach, w około 75% cienkościennych, bezbarwnych i w około 25% grubościennych i inkrustowanych złocistobrązową pigmentacją, ściany wydające się drobnoziarniste. Sprzążki występują, ale rzadko.

## Występowanie
Podano stanowiska w Europie, Ameryce Północnej, Australii i na Hawajach. W Polsce w 2003 roku Władysław Wojewoda przytoczył 5 stanowisk, w późniejszych latach podano wiele następnych.
Nadrzewny saprotrof. Występuje pojedynczo na powalonych kłodach i gałęziach.